# Рудник Tiebaghi (хромітовий)
Рудник Tiebaghi (хромітовий) — колишній гірничодобувний майданчик у Меланезії на острові Нова Каледонія (заморське володіння Франції).
Розробку покладів хромітів у гірському масиві Tiebaghi почали ще в 1877 році на його північно-східному завершенні. У 1902-му в центральній частині масиву ввели в дію копальню, що стала відома як Tiebaghi та перетворилась на найбільший хромітовий рудник в історії острова.
До 1920 року розробка велась відкритим способом, при цьому глибина кар'єру досягнула 100 метрів. З 1927-го перейшли до підземних робіт з метою вилучення запасів руди, що залягала під дном кар'єру, для чого, зокрема, спорудили ухил довжиною 0,7 км. Цей етап тривав до 1962 року та охопив поклади на глибину до 200 метрів від поверхні. Видобуту руду спускали до відвантажувального майданчика за допомогою канатної дороги завдовжки 5,5 км.
У 1982-му розробка відновилась та тривала до 1990 року. В цьому випадку спорудили транспортний ухил довжиною 1,2 кілометра, що дозволив досягнути нижньої частини родовища (інше джерело згадує про тунелі завдовжки 3 кілометри та розробку покладів на глибині від 300 до 400 метрів).
Про масштаби розробки можливо відзначити, що в 1914 та 1920 роках власник копальні постачив на ринок 54 та 59 тисяч тонн хромітової руди відповідно. Після переходу на підземний спосіб робіт видобуток суттєво знизився — в 1927-му постачили 21 тисячу тонн, в 1930-му 28 тисяч тонн. У 1931-му на тлі світової фінансової кризи відвантаження становили тільки 11 тисяч тонн, проте в наступні роки попит відновився та навіть зріс, так що в 1939-му Tiébaghi забезпечив експорт 50 тисяч тонн руди.
Також відомо, що в 1948-му копальня видобула 56 тисяч тонн (з яких 37 тисяч тонн експортували), а в 1958 та 1960 роках забезпечила 47 та 39 тисяч тонн відповідно.
Всього рудник Tiebaghi видобув 0,78 млн тонн руди в 1902—1920 роках, 1,33 млн тонн в 1927—1962 роках та 1,17 млн тонн на завершальному етапі розробки у 1980-х. Таким чином, накопичений видобуток досягнув 3,27 млн тонн, що становить 87 % загального показника всіх хромітових копалень Нової Каледонії.
Якість руди в перші роки існування копальні досягала 56 % Cr2O3. На завершальному етапі розробки вміст Cr2O3 в руді коливався від 30 % до 45 %, тому вона проходила через належну до копальні збагачувальну фабрику, що забезпечувала випуск концентрату зі вмістом Cr2O3 не менш як 50 %.
З 1910-го копальня належала Société de la Tiébaghi, а в 1967-му її придбала канадська гірничодобувна компанія INCO.